# 전자 게임

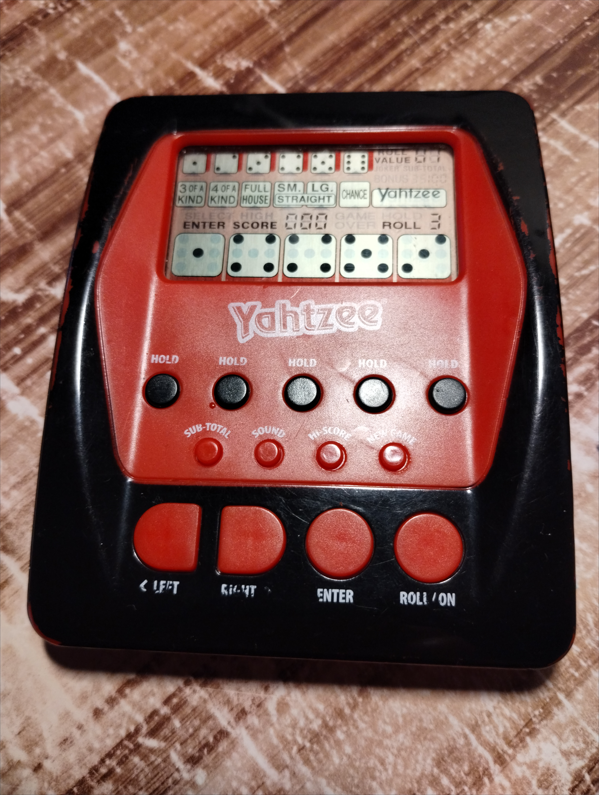
LCD 스크린 얏찌 게임

전자 게임(electronic game)은 일렉트로닉스를 사용하여 플레이어가 게임을 즐길 수 있는 대화형 시스템을 만드는 게임이다. 비디오 게임은 오늘날 가장 흔한 형태이며, 이러한 이유로 두 용어는 종종 서로 바꿔서 사용된다. 휴대용 전자 게임, 독립형 아케이드 게임 시스템(예: 전기기계 게임, 핀볼, 슬롯 머신), 그리고 순전히 비시각적 제품(예: 오디오 게임)을 포함하여 다른 일반적인 형태의 전자 게임도 있다.

## 아케이드 게임

### 아케이드 비디오 게임
전자 비디오 아케이드 게임은 솔리드 스테이트 일렉트로닉스와 집적 회로를 광범위하게 사용한다. 과거에는 코인 작동식 아케이드 비디오 게임은 일반적으로 여러 CPU, 고도로 전문화된 사운드 및 그래픽 칩 및 보드, 그리고 최신 컴퓨터 그래픽 디스플레이 기술을 갖춘 맞춤형 게임별 하드웨어를 사용했다. 최근의 아케이드 게임 하드웨어는 종종 수정된 비디오 게임 콘솔 하드웨어 또는 고급 PC 구성 요소를 기반으로 한다. 아케이드 게임은 힘 피드백 컨트롤, 전용 라이트 건, 후면 투영 디스플레이, 자동차 또는 비행기 조종석 재현, 심지어 오토바이 또는 말 모양의 컨트롤러, 또는 댄스 패드 및 낚싯대와 같은 매우 전용적인 컨트롤러를 포함한 전문적인 분위기 또는 제어 액세서리를 특징으로 할 수 있다. 이러한 액세서리는 일반적으로 현대 아케이드 게임을 PC 또는 콘솔 게임과 차별화하는 요소이며, 일부 게이머는 더 몰입감 있고 현실적이라고 생각하는 경험을 제공한다.
아케이드 비디오 게임의 예는 다음과 같다.
- 갤럭시 게임 (1971)
- 퐁 (1972)
- 스페이스 인베이더 (1978)
- 갤럭시안 (1979)
- 팩맨 (1980)
- 배틀존 (1980)
- 동키콩 (1981)
- 스트리트 파이터 II (1991)
- 모탈 컴뱃 (1992)
- 아랑전설 (1992)
- 킬러 인스팅트 (1994)
- 더 킹 오브 파이터즈 (1994–2005)
- 타임 크라이시스 (1995)
- 댄스 댄스 레볼루션 (1998)
- 드럼매니아 (1999)
- 더 하우스 오브 더 데드 (1998)

### 전기기계 게임
이들은 아케이드 게임과 유사하지만 브라운관 화면 대신 전기기계 부품을 사용하여 소리나 이미지를 생성하는 아케이드 게임의 일종이었다. 이들은 1960년대와 1970년대에 인기가 있었지만, 1978년에 시작된 아케이드 비디오 게임의 황금기 동안 비디오 게임이 결국 그들의 인기를 추월했다.
인기 있는 초기 예시는 세가의 1966년작 페리스코프였다. 이것은 초기 잠수함 시뮬레이터이자 라이트 건 슈팅 게임이었다. 잠수함에서 배가 침몰하는 것을 시뮬레이션하기 위해 빛과 플라스틱 파도를 사용했다. 세가는 나중에 1인칭 슈팅 게임 비디오 게임과 유사하지만 실제로는 고대 조이트로프와 유사한 방식으로 후면 이미지 투영을 사용하여 영사막에 움직이는 애니메이션을 생성하는 전기기계 게임인 총 게임을 제작했다. 이의 초기 예시는 라이트 건 게임 덕 헌트였다

### 핀볼 및 파친코 머신
1933년작 콘택트에서 핀볼 머신에 전기기계공학이 도입된 이래, 핀볼은 백글라스에 점수를 표시하고 흥미진진한 게임 플레이를 위해 플레이필드에 빠른 충동(예: 범퍼 및 플리퍼)을 제공하는 수단으로 일렉트로닉스에 점점 더 의존하게 되었다. 전자 시각 디스플레이가 있는 게임과 달리, 핀볼은 유리 테이블에서 볼 수 있는 물리적인 디스플레이를 유지했다. 파친코와 같은 유사한 게임 또한 현대에 들어서면서 일렉트로닉스에 점점 더 의존하게 되었다.
핀볼 게임의 예는 다음과 같다.
- 아담스 패밀리 (1991)
- 인디아나 존스: 핀볼 어드벤처 (1993)
- 스타 트렉: 넥스트 제너레이션 (1993)
- 핀볼 머신 목록

### 리뎀션 게임 및 판매기
스킬볼과 같은 리뎀션 게임은 카니발 게임 시절부터 존재해 왔으며, 전자 게임의 개발보다 훨씬 이전부터 있었지만, 현대 기술의 발전으로 이러한 게임들 중 상당수가 전자 채점 및 기타 게임 메커니즘을 사용하도록 재작업되었다. 전자 채점 메커니즘의 사용으로 카니발 또는 아케이드 직원은 수동적인 역할을 맡을 수 있게 되었으며, 단순히 전자적으로 배출되는 쿠폰을 경품으로 교환하고 가끔 인기 게임의 코인 상자 또는 지폐 감별기를 비우는 정도였다.
집게 크레인과 같은 판매기는 플레이어가 보상을 얻기 위해 겉보기에는 간단한 작업(예: 기계 팔을 원격 제어)을 충분한 능력으로 수행해야 하는 최신 전자 게임이다.
리뎀션 게임의 예는 다음과 같다.
- 두더지 잡기 (1976)
- 스킬볼 - 현대 전자 버전

판매기의 예는 다음과 같다.
- 집게 크레인 (1980)

### 슬롯 머신
슬롯 머신은 버튼을 누르면 회전하는 세 개 이상의 릴이 있는 카지노 도박 기계이다. 슬롯 머신은 원래 오늘날의 모델에서 사용되는 전면 패널의 전자 버튼 대신 기계 측면의 레버("한 팔")에 의해 기계적으로 작동했지만, 많은 현대 기계는 전면 버튼 외에 "레거시 레버"를 여전히 가지고 있다. 슬롯 머신에는 동전이나 삽입된 돈을 유효성 검사하는 통화 감별기가 포함되어 있다. 기계는 멈췄을 때 기계 전면에 보이는 기호 패턴을 기반으로 보상금을 지급한다. 현대 컴퓨터 기술은 슬롯 머신 개념에 많은 변형을 가져왔다.

## 오디오 게임
오디오 게임은 개인용 컴퓨터와 같은 전자 장치에서 플레이되는 게임이지만 이에 국한되지 않는다. 비디오 게임과 유사하지만 유일한 피드백 장치는 시각적이지 않고 청각적이다. 오디오 게임은 원래 '시각 장애인 접근 가능' 게임으로 시작되었지만, 최근 오디오 게임에 대한 관심은 사운드 아티스트, 게임 접근성 연구원, 모바일 게임 개발자, 그리고 주류 비디오 게이머로부터 오고 있다. 대부분의 오디오 게임은 컴퓨터 플랫폼에서 실행되지만, 핸드헬드 및 비디오 게임 콘솔용 오디오 게임도 몇 가지 있다. 오디오 게임은 어드벤처 게임, 경주 게임 등과 같이 비디오 게임과 동일한 다양한 장르를 특징으로 한다.
오디오 게임의 예는 다음과 같다.
- 리얼 사운드: 바람의 후회 (1997)
- 칠링엄 (2004)
- BBBeat (2005)

### 테이블탑 게임
테이블탑 오디오 게임은 휴대용 게임이 아닌 테이블 위에서 플레이하도록 설계된 오디오 게임이다.
테이블탑 오디오 게임의 예는 다음과 같다.
- 브레인 쉬프트 (1998)[5]
- 누가 백만장자가 되고 싶습니까? (2000)
- 일렉트로닉 배틀십 (1977) (밀턴 브래들리)
  - 일렉트로닉 배틀십은 모든 적함을 표시하는 것을 목표로 하는 휴대용 게임이다. 적함이 표시되면 전자 배틀십은 폭발음을 낸다.
  - 밀턴 브래들리는 1977년에 일렉트로닉 배틀십 게임을 만들었으며, 이후 1984년에 하스브로가 인수했다.
  - 현대의 전자 배틀십은 상호 작용하는 미사일 발사 플랫폼과 맞춤형 특수 공격 페그가 특징인 고급 모드를 갖추고 있다.[6]

테이블탑 비오디오 게임은 다음과 같다.
- 전자 체스 보드 (DGT)

- DGT는 FIDE 체스 토너먼트 및 USCF와 같은 국내 토너먼트에서 일반적으로 사용되는 전자 체스 보드 라인이다. 전자 체스 보드는 게임을 실시간으로 중계하는 데 사용될 수 있다.

## 휴대용 전자 게임
가장 초기의 전용 콘솔 형태인 휴대용 전자 게임은 크기와 휴대성으로 특징지어진다. 대화형 게임을 플레이하는 데 사용되는 휴대용 전자 게임은 종종 비디오 게임의 소형화된 버전이다. 컨트롤, 디스플레이 및 스피커는 모두 단일 장치의 일부이며, 작은 화소 격자로 구성된 범용 화면 대신, 일반적으로 하나의 게임을 플레이하도록 설계된 맞춤형 디스플레이를 갖는다. 이러한 단순성은 디지털 시계만큼 작게 만들 수 있다는 것을 의미하며, 때로는 실제로 그렇다. 이 게임들의 시각적 출력은 몇 개의 작은 전구 또는 LED 조명에서 계산기 같은 영숫자 화면에 이르기까지 다양하며, 나중에는 주로 액정 및 진공 형광 디스플레이 화면으로 대체되어 상세한 이미지와 VFD 게임의 경우 색상을 제공했다. 휴대용 게임기는 1970년대 후반부터 1990년대 초반까지 가장 인기가 있었다. 이들은 휴대용 콘솔 게임기의 전신이자 저렴한 대안이다.
휴대용 전자 게임의 예는 다음과 같다.
- 마텔 오토 레이스 (1976)
- 사이먼 (1978)
- 멀린 (1978)
- 게임 & 워치 (1980)
- MB 옴니 (1980)
- 반다이 LCD 솔라파워 (1982)
- 엔텍스 어드벤처 비전 (1982)
- 라이츠 아웃 (1995)

## 가정용 비디오 게임
비디오 게임은 비디오 장치에 시각적 피드백을 생성하기 위해 사용자 인터페이스와 상호 작용을 포함하는 게임이다. 비디오 게임이라는 단어의 비디오는 전통적으로 래스터 디스플레이 장치를 의미했다. 그러나 "비디오 게임"이라는 용어가 널리 사용되면서 이제는 모든 종류의 디스플레이 장치를 의미한다.
"디지털 게임"이라는 용어는 일부 학계에서 대체 용어로 제시되었다.

### 컴퓨터 게임
개인용 컴퓨터 비디오 게임(컴퓨터 게임 또는 간단히 PC 게임으로도 알려짐)은 개인용 컴퓨터에서 플레이되는 비디오 게임이다. 이는 개인용 컴퓨터로 간주되지 않는 비디오 게임 콘솔이나 아케이드 머신과는 반대된다. 컴퓨터 게임은 비디오 게임의 한 형태가 되었으며, 이 매체의 초기부터 브라운관과 같은 시각적 디스플레이가 게임 정보를 전달하는 데 사용되었다.

### 콘솔 게임
콘솔 게임은 엔터테인먼트에 사용되는 대화형 멀티미디어의 한 형태이다. 이 게임은 비디오 게임 콘솔에 의해 생성되고 텔레비전 또는 유사한 오디오-비디오 시스템에 표시되는 조작 가능한 이미지(및 일반적으로 사운드)로 구성된다. 게임 자체는 일반적으로 콘솔에 연결된 컨트롤러라고 불리는 휴대용 장치를 사용하여 제어되고 조작된다. 컨트롤러는 일반적으로 화면의 이미지를 상호 작용하고 제어하는 데 목적이 할당된 여러 버튼과 방향 제어(예: 아날로그 조이스틱)를 포함한다. 콘솔의 디스플레이, 스피커, 콘솔 및 컨트롤은 휴대용 콘솔 게임기라고 알려진 하나의 작은 개체에 통합될 수도 있다.
콘솔 게임은 다음과 같은 범주에 속하는 콘솔과의 호환성으로 가장 자주 구별된다.
- 전통적인 콘솔, "가정용 콘솔"이라고도 함 - 텔레비전 화면을 사용하여 그래픽을 생성하는 멀티 게임 시스템.
- 휴대용 콘솔 게임기 - 화면과 컨트롤이 단일 휴대용 장치에 압축된 멀티 게임 시스템.
- 전용 콘솔 - (일반적으로) 플러그 앤 플레이 유형 또는 LCD 게임 유형의 단일 게임 시스템.

## 텔레타이프 게임
주류에서 어느 정도 사용된 가장 초기의 컴퓨터 게임 형태는 텍스트 기반 텔레타이프 게임이었다. 텔레타이프 게임은 비디오 디스플레이 화면이 없으며 대신 플래튼에서 나오는 일련의 문자를 종이에 인쇄하여 플레이어에게 게임을 제시한다. 실질적으로 이것은 각 동작이 한 줄의 종이를 필요로 하며, 따라서 게임이 플레이된 후에도 하드 카피 기록이 남는다는 것을 의미한다. 이것은 자연스럽게 게임 세계의 크기를 줄이거나 또는 많은 양의 종이를 요구하는 경향이 있다. 3세대 컴퓨터의 등장과 함께 컴퓨터 화면이 표준이 되면서 텍스트 기반 명령줄 기반 언어 파싱 텔레타이프 게임은 시각적 인터랙티브 픽션으로 전환되어 더 깊은 게임 플레이와 종이 요구 사항 감소가 가능해졌다. 이 전환은 메인프레임 환경에서 개인용 컴퓨터로의 동시 전환과 함께 이루어졌다. 이들 중 몇몇은 나중에 비디오 디스플레이가 있는 시스템으로 포팅되어 텔레타이프 프린터의 필요성을 없앴다.
텍스트 기반 텔레타이프 게임의 예는 다음과 같다.
- 디 오리건 트레일 (1971)
- 트렉73 (1973)
- 던전 (1975)
- 슈퍼 스타 트렉 (1975)
- 콜로설 케이브 어드벤처 (1976)
- 조크 (1977)

## 하이브리드 또는 결합 게임
게임 하이브리드화는 대화형 전자 구성 요소를 게임에 통합하는 것을 의미한다. "하이브리드" 또는 "결합 게임"은 전자 장치 및 응용 프로그램이 게임 플레이에 중요한 요소인 모든 테이블탑 게임이다. 이러한 게임은 새로운 게임 메커니즘을 만드는 촉매제이다. 이 기술의 중요한 결과는 다음과 같다. 게임 마스터 또는 게임을 이끄는 사람을 응용 프로그램이나 장치로 대체할 수 있는 가능성으로, 이는 편향, 부정 행위 또는 편애의 여지가 적고 더 공정하며 지능적으로 무작위화될 수 있다. 게임에서 인공지능과 기계 학습을 사용할 가능성. 이벤트의 더 큰 무작위화. 빠르고 고급 수학적 계산을 수행할 수 있는 가능성으로, 일부 복잡한 게임을 더 쉽게 만들거나 더 넓은 소비자 그룹에 제공할 수 있다. 소리 또는 애니메이션과 같은 다양한 자극을 통해 플레이어 몰입도를 향상시킬 수 있다.
하이브리드 게임은 다음과 같이 분류할 수 있다.
- 목적별 제작 장치: 게임이 특정 기능(전자 주사위 또는 스피너와 같은)을 가진 장치를 사용하여 게임을 플레이하는 경우이다. 예를 들어 하스브로의 "모노폴리: 전자 은행"(2007)이 있다.[11] 모든 플레이어가 가상 모노폴리 화폐가 있는 전자 카드를 가지고 기계를 사용하여 수입을 늘리고 공제한다.
- 비콘 기술 게임은 BLE(블루투스 저에너지) 비콘을 사용하여 플레이어의 움직임과 행동을 추적하고 제어하는 모바일 디지털 게임이다. 예를 들어, Artifact Technologies는 플레이어가 주문을 시전하거나 카드를 잠금 해제하기 위해 실제로 걸어 다니는 BattleKasters라는 모바일 디지털 보드 게임을 만들었다.[12]
- 증강 현실: 모바일 장치와 상호 작용하고 애니메이션, 사운드 및 진동을 통해 플레이어를 가상 환경에 몰입시키는 보드 게임이다. 예: Trefl의 Roar![13]는 게임 플레이의 일부로 사운드를 활용한다.

## 기타 게임
일렉트로닉스는 다양한 응용 분야에 사용하도록 개조되었다. 예를 들어 다크 타워와 같은 보드 게임은 일렉트로닉스에 크게 의존한다. 루빅스 레볼루션과 같은 비전통적인 전자 게임이나 전자 매직 8볼 데이트 볼 또는 전자 위저보드와 같이 게임과 장난감 사이의 경계를 모호하게 만드는 전자 장난감도 종종 전자 게임으로 간주된다.

### 비인간 게임
동물(일반적으로 반려동물)의 전자 오락을 위한 기술 개발과 함께 반려동물용 비디오 게임도 만들어졌다. 대부분의 동물은 엄지손가락이 없기 때문에 대부분의 게임에서 필요한 정교한 운동 능력은 이러한 동물에게는 사용할 수 없다. 또한, 많은 동물의 시각은 인간과 다른 가시광선의 영향을 받는다. 반려동물용 텔레비전 개발을 시작으로 이러한 문제를 해결하기 위해 수동 제어 및 시각적 구성 요소를 덜 강조하는 기술이 개발되었다. 이 시점부터 개발자들은 Mice Arena(쥐용), Chicken Petman, Cyberpounce(고양이용)와 같은 제품으로 전자 게임의 영역으로 확장했다.

## 같이 보기
- E스포츠
- 온라인 게임